# Friedrich Nietzsche
Friedrich Wilhelm Nietzsche (AFI: [ˌfʁiːdʁɪç ˌvɪlɦɛlm ˈniːt͡ʃə] pronunciaciónⓘ; Röcken, 15 de octubre de 1844-Weimar, 25 de agosto de 1900) fue un filósofo, poeta, compositor musical y filólogo alemán, cuya obra ha ejercido una profunda influencia en el pensamiento mundial contemporáneo y en la cultura occidental.
Nietzsche escribió sobre temas tan diversos como el arte, la filología, la música, la historia, la religión, la ciencia o la tragedia. Hizo una crítica de la cultura, la religión y la filosofía occidental mediante la genealogía de los conceptos que las integran, basada en el análisis de las actitudes morales (positivas y negativas) hacia la vida.
Es sumamente destacable la influencia que ejerció sobre Nietzsche el filósofo también alemán Arthur Schopenhauer, a quien consideró su maestro, si bien es cierto que no siguió de manera dogmática las ideas de este último, y en muchos aspectos se aleja de su pensamiento llegando incluso a realizar una crítica radical de sus ideas filosóficas.
Meditó sobre las consecuencias del triunfo del secularismo de la Ilustración, expresada en su observación «Dios ha muerto», de una manera que determinó la agenda de muchos de los intelectuales más célebres después de su muerte.
Si bien hay quienes sostienen que la característica definitoria de Nietzsche no es tanto la temática que trataba sino el estilo y la sutileza con que lo hacía, fue un autor que introdujo, como ningún otro, una cosmovisión que ha reorganizado el pensamiento del siglo XX, en autores tales como Martin Heidegger, Michel Foucault, Jacques Derrida, Gilles Deleuze, Georges Bataille, Gianni Vattimo o Michel Onfray, entre otros.
Nietzsche recibió amplio reconocimiento durante la segunda mitad del siglo XX como una figura significativa en la filosofía contemporánea. Su influencia fue particularmente notoria en los filósofos existencialistas, teóricos críticos, fenomenológicos, postestructuralistas y posmodernos, y en la sociología de Max Weber. Es considerado uno de los tres «maestros de la sospecha» (según la conocida expresión de Paul Ricoeur), junto a Karl Marx y Sigmund Freud.

## Biografía

### Juventud (1844-1869)

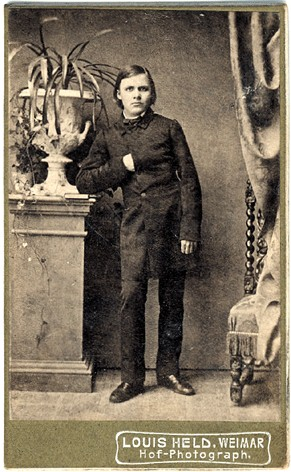
Friedrich Nietzsche, 1861.

Friedrich Nietzsche nació el 15 de octubre de 1844 en Röcken, un pequeño pueblo de Sajonia-Anhalt, cerca de Leipzig. Su nombre proviene del rey Federico Guillermo IV de Prusia, en cuyo cuadragésimo noveno cumpleaños nació. Sus padres fueron Carl Ludwig Nietzsche (1813-1849), pastor luterano y preceptor privado en el ducado alemán de Sajonia-Altenburgo en Turingia, y Franziska Oehler (1826-1897).
Su hermana Elisabeth Förster-Nietzsche nació en 1846, seguida por su hermano Ludwig Joseph en 1848. Tras la muerte de su padre en 1849 y del hermano menor en 1850, la familia se trasladó a Naumburgo, donde vivió con su abuela materna y las hermanas solteras del padre bajo la protección de Bemhard Dächsel, un magistrado local. Durante este tiempo el joven Nietzsche asistió a un colegio de niños para luego trasladarse al instituto del candidato Weber, una academia privada, donde se hizo amigo de Gustav Krug y Wilhelm Pinder, dos estudiantes pertenecientes a familias acomodadas.

El primer acontecimiento que me conmocionó cuando aún estaba formándose mi conciencia fue la enfermedad de mi padre. Era un reblandecimiento cerebral. La intensidad de los dolores que sufría mi padre, la ceguera que le sobrevino, su figura macilenta, las lágrimas de mi madre, el aire preocupado del médico y, finalmente, los incautos comentarios de los lugareños debieron advertirme de la inminencia de la desgracia que nos amenazaba. Y esa desgracia vino: mi padre murió. Yo aún no había cumplido cuatro años.

Algunos meses después, perdí a mi único hermano, un niño vivaz e inteligente que, presa de un ataque repentino de convulsiones, murió en unos instantes.
Escritos autobiográficos de juventud.

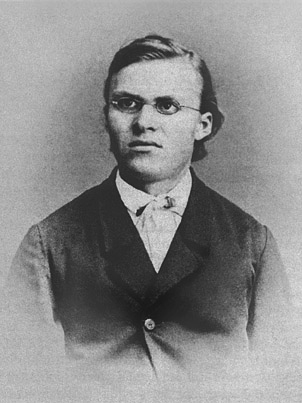
Nietzsche, 1864.

En 1854 comenzó a asistir al Domgymnasium en Naumburgo y, después de la muerte de su abuela en 1856, la familia pudo permitirse tener casa propia. Ese año escribe su primer «tratado» filosófico titulado Sobre el origen del mal. Habiendo demostrado ya entonces un talento especial para la música y el lenguaje, fue admitido en la reconocida Schulpforta, donde continuó sus estudios desde 1858 hasta 1864. Aquí se hizo amigo de Paul Deussen y Carl von Gersdorff.
También encontró tiempo para la escritura de poemas y composiciones musicales. En Schulpforta, Nietzsche recibió una importante educación literaria, en especial en el estudio de los clásicos griegos y romanos, y por primera vez experimentó la carencia de su vida familiar en un pequeño pueblo de ambiente cristiano. Durante este período se encontró bajo la influencia del poeta Ernst Ortlepp.
Después de su graduación en 1864, Nietzsche comenzó sus estudios en teología y filología clásica en la Universidad de Bonn. Por un breve período fue miembro de la Burschenschaft Frankonia junto a Deussen. Para disgusto de su madre, abandonó sus estudios de teología tras un semestre y comenzó los de filología con el profesor Friedrich Wilhelm Ritschl. Al año siguiente siguió al maestro a la Universidad de Leipzig. Allí entablaría una íntima amistad con el estudiante Erwin Rohde. Los primeros escritos sobre filología de Nietzsche serían publicados un poco más tarde.
En 1865 se familiarizó con la obra de Arthur Schopenhauer. Al año siguiente leyó Geschichte des Materialismus (Historia del materialismo), de Friedrich Albert Lange. Ambas experiencias le resultaron muy estimulantes desde el punto de vista filosófico y, en consecuencia, comenzó a adentrarse en esta disciplina, superando su interés por la filología. En 1865, cuando todavía era estudiante, Nietzsche visitó Colonia, donde unos amigos lo llevaron a un prostíbulo. Los detalles, e incluso la posibilidad, de esta visita fueron largamente discutidos, pero ahora se acepta que en esa oportunidad contrajo sífilis. En 1867 realizó un año de servicio militar voluntario con la división de artillería prusiana de Naumburgo. En marzo de 1868 sufrió un accidente ecuestre que lo excluyó del servicio militar y le permitió volver a dedicarse al estudio. Ese mismo año conoció a Richard Wagner, personaje fundamental en su desarrollo.

### Profesor en Basilea (1869-1879)

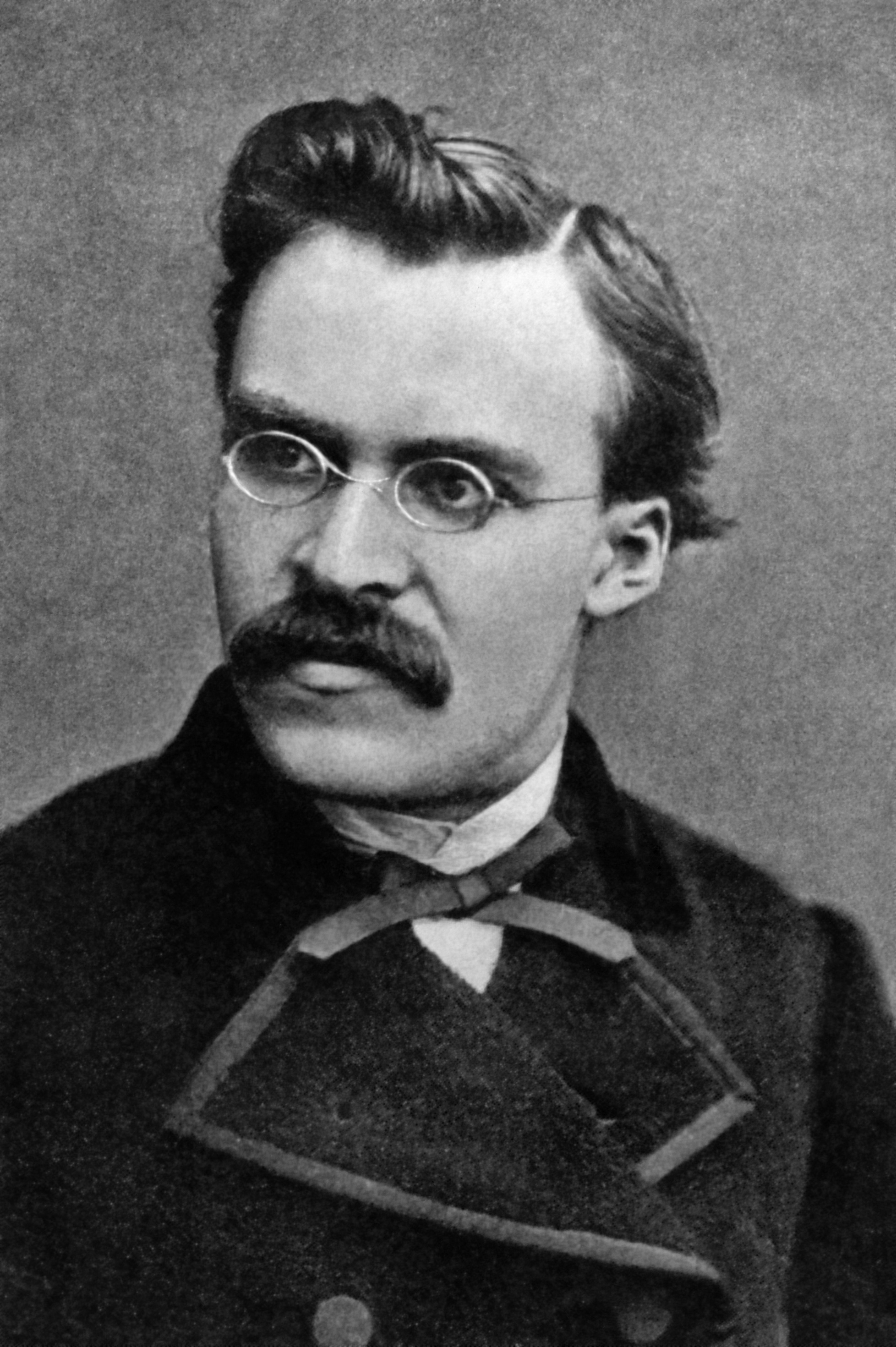
Friedrich Nietzsche, 1869.

Gracias a Ritschl, Nietzsche recibió una oferta extraordinaria de la Universidad de Basilea para ejercer como profesor de filología clásica antes de licenciarse, siendo así el profesor más joven de la universidad. En su trabajo filológico durante esa época cabe reseñar el descubrimiento de que el ritmo en la métrica poética de los antiguos dependía únicamente de la duración de las sílabas a diferencia de la métrica moderna basada en la acentuación.
En 1869 la Universidad de Leipzig le concedió el doctorado sin examen ni disertación en mérito a la calidad de sus investigaciones. Inmediatamente la Universidad de Basilea lo nombró profesor de filología clásica y al año siguiente fue ascendido a profesor honorario.
Después de trasladarse a Basilea, Nietzsche renunció a su ciudadanía alemana, manteniéndose durante el resto de su vida oficialmente apátrida. Sin embargo en agosto de 1870 obtuvo un permiso para servir en el bando prusiano durante la guerra franco-prusiana pero solo como sanitario ya que la neutral Suiza le impidió reclutarse como combatiente. Su paso por la milicia fue tan solo de un mes, pero vivió múltiples experiencias. Allí fue testigo de los efectos traumáticos de la batalla. Contrajo difteria y disentería, enfermedades que le arruinaron la salud de por vida.
De vuelta a Basilea, Nietzsche fue testigo del establecimiento del Imperio alemán y el auge de Otto von Bismarck, a quien veía con escepticismo. En la universidad pronunció su discurso inaugural, Sobre la personalidad de Homero. En esta época conoció a Franz Overbeck, un profesor de Teología, cuya amistad conservó durante el resto de su vida. El historiador Jacob Burckhardt, a cuyas clases magistrales Nietzsche asistía frecuentemente, se convirtió en otro colega influyente. También durante este período leerá la obra del filósofo Max Stirner, cuya influencia será notable en él.
Nietzsche había conocido ya a Richard Wagner en Leipzig en 1868, y (algo después) a la esposa de Wagner, Cósima. Admiraba a ambos profundamente y, durante su estancia en Basilea, fue un asiduo invitado en la casa de los Wagner en Tribschen. Estos lo introdujeron en su círculo más íntimo y le agradecieron la atención que dio al principio al Festival de Bayreuth. En 1870 regaló a Cósima Wagner por su cumpleaños el manuscrito de la primera versión de El origen de la tragedia.

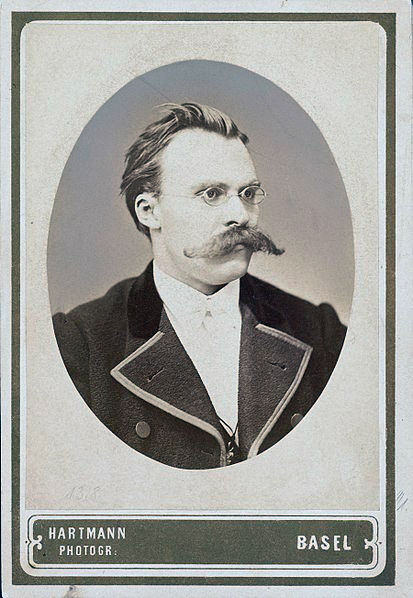
Friedrich Nietzsche como profesor de filología clásica en la universidad de Basilea de Suiza, diciembre de 1872.

En 1872, Nietzsche publicó su primer libro, El nacimiento de la tragedia en el espíritu de la música. Sin embargo el trabajo, en el cual siguió un preciso método filológico para estructurar toda su especulación filosófica radicalmente novedosa, no fue bien recibido entre sus colegas filólogos, incluido su profesor Ritschl.
En el polémico panfleto Para una filología del futuro, Ulrich von Wilamowitz-Moellendorff criticó duramente el libro, lo que contribuyó, sin embargo, a aumentar su polémica notoriedad en los círculos filológicos y universitarios de Alemania. En respuesta, Rohde, por la fecha profesor en Kiel, y el mismo Wagner salieron públicamente en defensa de Nietzsche. Estos hechos remarcaron el aislamiento creciente que sentía dentro de la comunidad filológica, y por ello el filósofo intentó (infructuosamente) ganar la cátedra de Filosofía en Basilea.
Entre 1873 y 1876, publicó separadamente cuatro grandes ensayos, David Strauss, el confesor y el escritor, Sobre la utilidad y el perjuicio de la Historia para la vida, Schopenhauer como educador, y Richard Wagner en Bayreuth (estos cuatro fueron más tarde recogidos y titulados, conjuntamente, Consideraciones intempestivas). Los cuatro ensayos compartían la orientación de una crítica general a la actualidad cultural alemana, en un intento por cambiar su rumbo, que Nietzsche preveía como esencialmente falso y equivocado. Comenzando en 1873, además, también acumuló notas que fueron publicadas más tarde como La filosofía en la época trágica de los griegos.
Durante este periodo, en el círculo de los Wagner, Nietzsche conoció a Malwida von Meysenbug y Hans von Bülow, y también comenzó una amistad con Paul Rée, quien después de 1876 le influyó en la atenuación del pesimismo de sus primeros escritos. Sin embargo, debido a su decepción respecto al «fenómeno Wagner», y en concreto al Festival de Bayreuth de 1876, donde la banalidad de los actos y la vileza del público le repelieron, fue cada vez más insalvable la distancia del filósofo hacia este mundo.
En 1879, después de un declive de salud, se vio forzado a abandonar su puesto como profesor. Desde su juventud, Nietzsche había padecido frecuentes momentos de debilidad generalizada, con épocas de carencia visual que rozaba la ceguera, fuertes migrañas y violentos ataques estomacales. Estas condiciones persistentes se agravaron quizá con su accidente a caballo en 1868 y las enfermedades de 1870, y continuaron afectándolo durante sus años en Basilea, forzándolo a tomar vacaciones cada vez más largas, hasta que le fue prácticamente imposible retomar el trabajo.

#### Ruptura con Wagner
Con la publicación de Humano, demasiado humano en 1878, un libro de aforismos sobre múltiples temas, desde la metafísica hasta la moralidad y de la religión al sexo, la distancia de Nietzsche respecto a la filosofía de Wagner y Schopenhauer fue evidente. También su amistad con Deussen y Rohde se enfrió.
Durante sus primeros años en Basilea se cocinó la ambivalente amistad de Nietzsche con Wagner, y aprovechó toda oportunidad para visitar a Richard y a su esposa Cósima. Nietzsche apreciaba a Wagner como un brillante apóstol catedrático, pero la explotación de motivos artísticos cristianos cada vez más acentuada, junto con su chovinismo y antisemitismo excederían lo que Nietzsche podría soportar.
La composición de Parsifal, que Wagner concebiría más como un auto litúrgico para el Viernes Santo que como una ópera, ofendió profundamente la sensibilidad de Nietzsche. Aunque la gigantesca obra no sería estrenada hasta 1882, ya en 1878 la brecha entre los dos sería ineludible y definitiva.

### Filósofo libre (1879-1888)

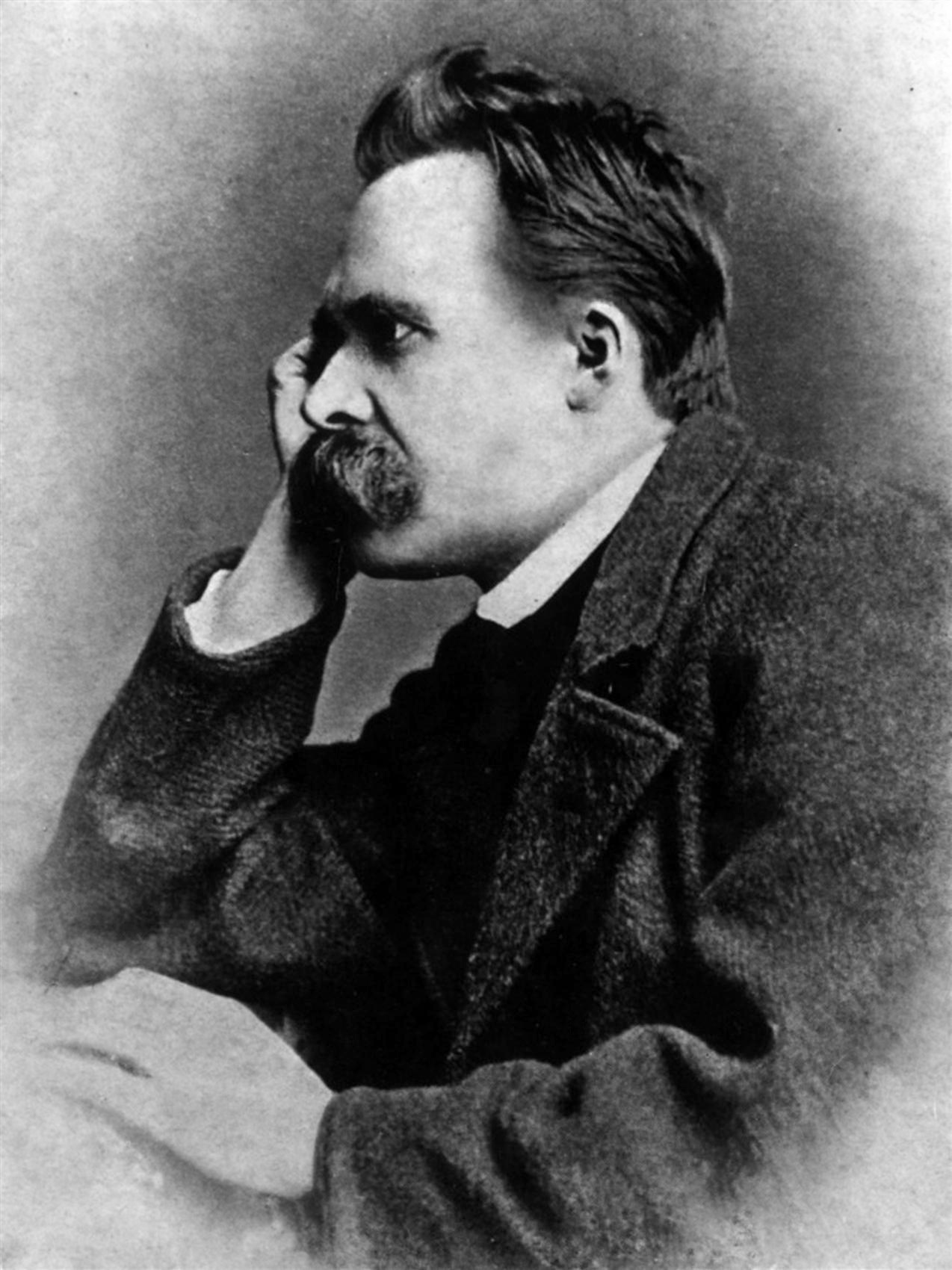
Foto de Nietzsche de Gustav Adolf Schultze, 1882.

Conducido por su enfermedad a encontrar climas más templados, Nietzsche viajó frecuentemente y vivió hasta 1889 como un autor independiente en diferentes ciudades. Estuvo muchos veranos en Sils Maria, cerca de St. Moritz, en la Engandina (extremo este de Suiza), y muchos otoños en las ciudades italianas de Génova, Rapallo y Turín, y la ciudad francesa de Niza. Ocasionalmente volvía a Naumburgo a visitar a su familia, y especialmente durante este período, él y su hermana tuvieron repetidos episodios de conflicto y reconciliación. Vivía de su pensión de profesor retirado de la Universidad de Basilea, pero también recibía ayuda de amigos.
Un antiguo estudiante suyo, Peter Gast (seudónimo de Johann Heinrich Köselitz), llegó a ser su secretario privado. Hasta el final de su vida, Gast y Overbeck se mantuvieron como amigos en los que confiar. Malwida von Meysenbug mantuvo una conducta maternal incluso fuera del círculo de Wagner. Pronto Nietzsche contactó con el crítico musical Carl Fuchs.
Nietzsche se encontraba en el principio de su mayor período productivo. A partir de Humano, demasiado humano en 1878, Nietzsche publicaría un libro (o su mayor parte) por año hasta 1888, su último año de escritura, durante el cual completó cinco. En 1879, Nietzsche publicó Opiniones y máximas mezcladas, lo que sugirió el aforismo de Humano, demasiado humano.

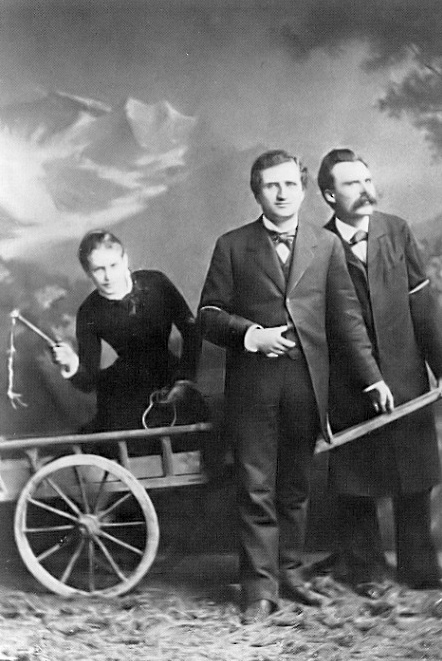
Lou Andreas-Salomé, Paul Rée y Nietzsche, 1882.

En 1881 Nietzsche publicó Aurora. Reflexiones sobre los prejuicios morales, y en 1882 la primera parte de La gaya ciencia. Ese año también conoció a Lou Andreas-Salomé a través de Malwida von Meysenbug y Paul Rée. Nietzsche y Salomé pasaron el verano juntos en Tautenburg, a menudo con la hermana de Nietzsche, Elisabeth. Sin embargo, la visión que de Nietzsche tenía Salomé era más la de un amigo y compañero de discusiones lleno de genialidad, que el de una posible pareja. Él se enamoró de ella, lo cual provocó una situación ambigua e incómoda entre los tres amigos, puesto que Rée a su vez se interesaba por Lou. Cuando Nietzsche le pidió que se casara con él, Salomé lo rechazó. Las relaciones de Nietzsche con Salomé y Rée se rompieron en el otoño de 1882-1883, en parte por las intrigas llevadas a cabo por su hermana Elisabeth. En paralelo a esta historia, Lou Salomé de vez en cuando mantenía correspondencia con Freud, introduciéndolo en el pensamiento de Nietzsche. En el proceso de aparición de nuevos síntomas de su enfermedad, aislado tras las discusiones con su hermana y su madre, y acosado por pensamientos suicidas, se marchó a Rapallo, donde en solo diez días, anticipados por dieciocho meses de incubación, escribió la primera parte de Así habló Zaratustra.
Después de varias críticas filosóficas contra Schopenhauer y Wagner, Nietzsche mantuvo a pocos amigos. Ahora, bajo la impronta personalísima del Zaratustra sobre sus obras posteriores, su escritura resultó todavía más «intempestiva» y se lo leyó (poco)[cita requerida] solo en la medida en que pareciera adecuarse a las convenciones morales o intelectuales del momento. Nietzsche reconoció la situación y se obstinó en su soledad («las siete soledades»), incluso aunque a veces pareciera no resignarse a ella. Abandonó su plan a medio plazo de convertirse en un poeta público y reconocido, y siguió padeciendo los problemas consabidos con sus libros. En 1885, editó únicamente cuarenta copias de la cuarta parte de Así habló Zaratustra, y solo una pequeña parte fue distribuida entre sus amigos más allegados.
En 1886, editó Más allá del bien y del mal. Con este libro y con la aparición entre 1886 y 1887 de segundas ediciones de sus trabajos tempranos (El nacimiento de la tragedia, Humano, demasiado humano, y La gaya ciencia), vio completado su trabajo y se esperanzó con que una oleada de lectores apreciara sus escritos. De hecho, el interés por Nietzsche aumentó en esta época, aunque esto apenas fue percibido por él.
Durante estos años, Nietzsche conoció a Meta von Salis, Carl Spitteler, y también a Gottfried Keller. En 1886, su hermana Elisabeth se casó con el antisemita Bernhard Förster y viajó con él a Paraguay para fundar una colonia alemana, un plan al que Nietzsche contestó con ironía. A través de la correspondencia se puede observar que la relación de Nietzsche con su hermana continuó por el camino que siempre había seguido de conflicto y reconciliación, pero no la volvería a ver en persona hasta después de su colapso.
Nietzsche continuaba teniendo ataques frecuentes de enfermedad, lo que le imposibilitó para el trabajo continuo. En 1887, Nietzsche rápidamente escribió su polémica Genealogía de la moral. También intercambiaba correspondencia con Hippolyte Taine, y después también con Georg Brandes, quien al comienzo de 1888 desarrolló en Copenhague la primera lectura pública de la obra filosófica de Nietzsche y su estudio.
En el mismo año Nietzsche escribió cinco libros basados en sus voluminosas notas, fruto de largo trabajo continuado, que en un principio pensaba reunir bajo el título de La voluntad de poder. Su salud pareció mejorar y aquel verano estuvo de buen humor. Pero hacia finales de 1888, sus escritos y cartas empezaron a revelar una sobreestimación patológica de su estatus y destino. Sobrevaloraba la respuesta creciente a sus escritos, sobre todo por la reciente polémica respecto a El caso Wagner.
Hay que tener en cuenta que en 1867, Nietzsche fue tratado por una infección sifilítica que finalmente desembocó en la crisis mental de enero de 1889, fin efectivo de la vida de Nietzsche aunque viviría, en silencio y perdido en sí mismo, hasta 1900. La sífilis era una enfermedad mortal y estigmatizante, y cuando leemos a Nietzsche, especialmente su obra tardía, como Ecce Homo o El Anticristo, deberíamos tener bien presente el hecho de su enfermedad.
De octubre a noviembre de 1888, Nietzsche trabaja en la obra Ecce homo. Cómo se llega a ser lo que se es, que no verá la luz hasta el año 1908 en una versión en la que el capítulo «Por qué soy tan sabio» no aparece, siendo sustituido por otro capítulo escrito anteriormente que el propio autor descartó.
En 2024, gracias a la exhaustiva edición crítica del corpus de escritos nietzscheanos por parte de Giorgio Colli y Mazzino Montinari, el profesor Joaquín Riera Ginestar reconstruyó Magnum in parvo: Una filosofía en compendio (1888), en alemán Magnum in parvo: Eine Philosophie im Auszug, un proyecto de Obra de Nietzsche concebida en Sils Maria a finales de agosto de 1888, último verano de su vida lúcida, como síntesis rigurosa y precisa de su malogrado proyecto capital La voluntad de poder y en la que se abordan los temas claves de su pensamiento. En este sentido se puede considerar que esta obra "perdida" del último Nietzsche es un texto único y clave dentro de su creación filosófica porque permite acceder de manera clara, sintética y al mismo tiempo profunda al corazón de las muchas veces pensamiento asistemático, fragmentado y abstruso del genio alemán.

### Demencia y muerte (1889-1900)

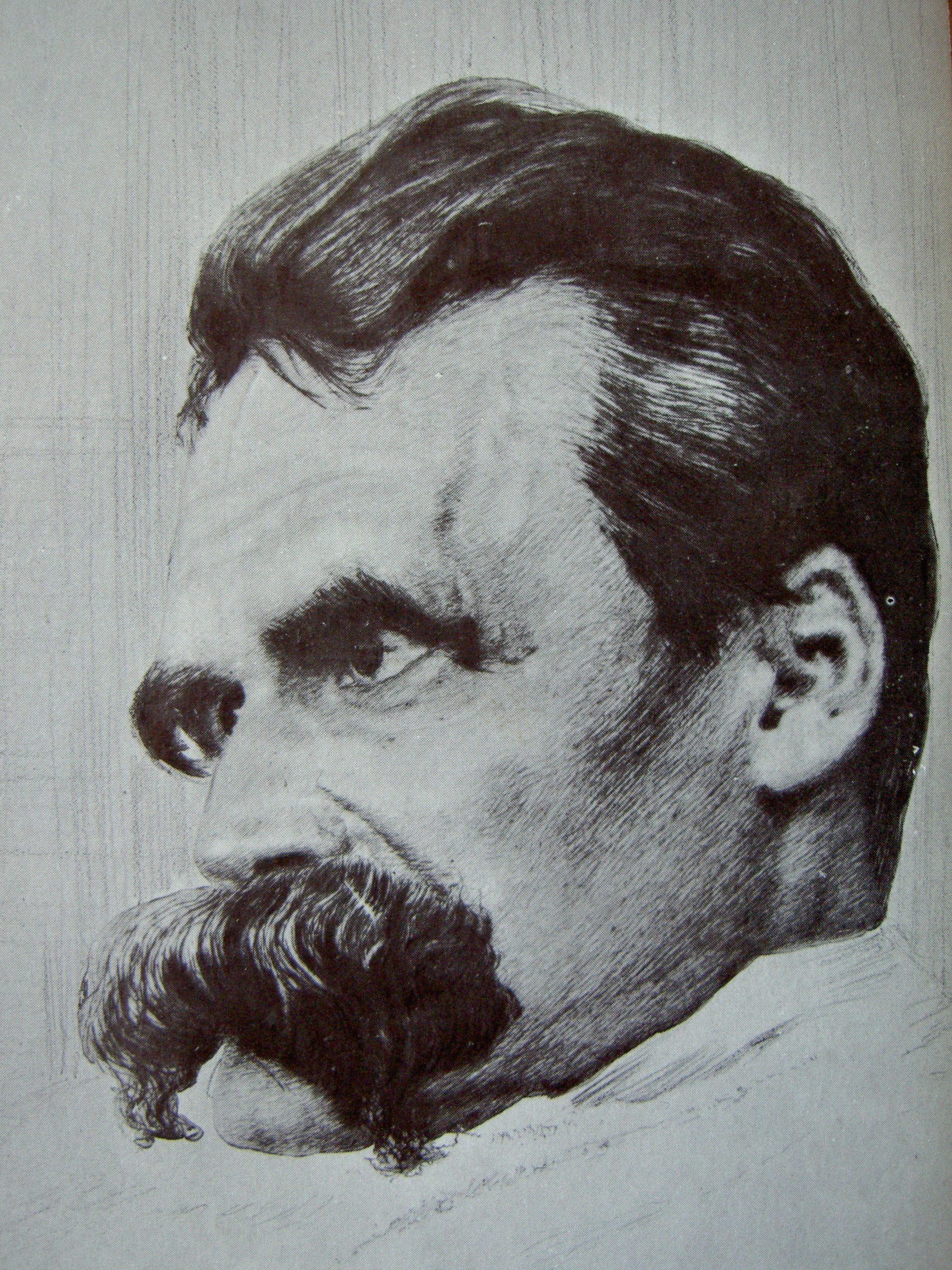
Retrato de Nietzsche por Hans Olde, alrededor de 1899.

El 3 de enero de 1889 Nietzsche sufrió un colapso mental. Ese día fue detenido tras, al parecer, haber provocado algún tipo de desorden público, por las calles de Turín. Lo que pasó exactamente es desconocido. La versión más extendida sobre lo sucedido dice que Nietzsche caminaba por la Piazza Carlo Alberto, cuando un repentino alboroto que causó un cochero al castigar a su caballo llamó su atención. Nietzsche corrió hacia él y lanzó sus brazos rodeando el cuello del caballo para protegerlo, desvaneciéndose acto seguido contra el suelo. En los días siguientes, escribió breves cartas para algunos amigos, incluidos Cósima Wagner y Jacob Burckhardt, en las que mostraba signos de demencia y megalomanía.
A su colega Burckhardt escribió: «He tenido Caiphas puestos. Además, el año pasado fui crucificado por los doctores alemanes de una manera muy drástica. Wilhelm, Bismarck, y todos los antisemitas abolidos». El 6 de enero de 1889, Burckhardt mostró la carta a Overbeck. El siguiente día Overbeck recibió una carta reveladora semejante, y decidió que Nietzsche debería volver a Basilea. Overbeck viajó a Turín y trajo a Nietzsche a una clínica psiquiátrica en Basilea.
Por ese tiempo, Nietzsche estaba enteramente sumergido en la locura, y su madre Franziska decidió llevarlo a una clínica en Jena bajo la dirección de Otto Binswanger. Desde noviembre de 1889 a febrero de 1890, Julius Langbehn intentó curar a Nietzsche, sentenciando que los métodos del doctor eran ineficaces para curar su enfermedad. Langbehn asumió más y más control sobre Nietzsche. En marzo de 1890, Franziska sacó a Nietzsche de la clínica, y en mayo de 1890 lo llevó a su casa en Naumburgo.
Durante este proceso, Overbeck y Gast contemplaban la idea de qué hacer con el trabajo no publicado de Nietzsche. En enero de 1889 se pusieron a planear la salida de El ocaso de los ídolos, o cómo se filosofa a martillazos, por esa época ya impreso y encuadernado. En febrero, ordenaron una edición privada de 50 ejemplares de Nietzsche contra Wagner, pero el editor C. G. Nauman en secreto imprimió 100. Overbeck y Gast decidieron publicar con reservas El Anticristo y Ecce homo debido a su contenido más radical.

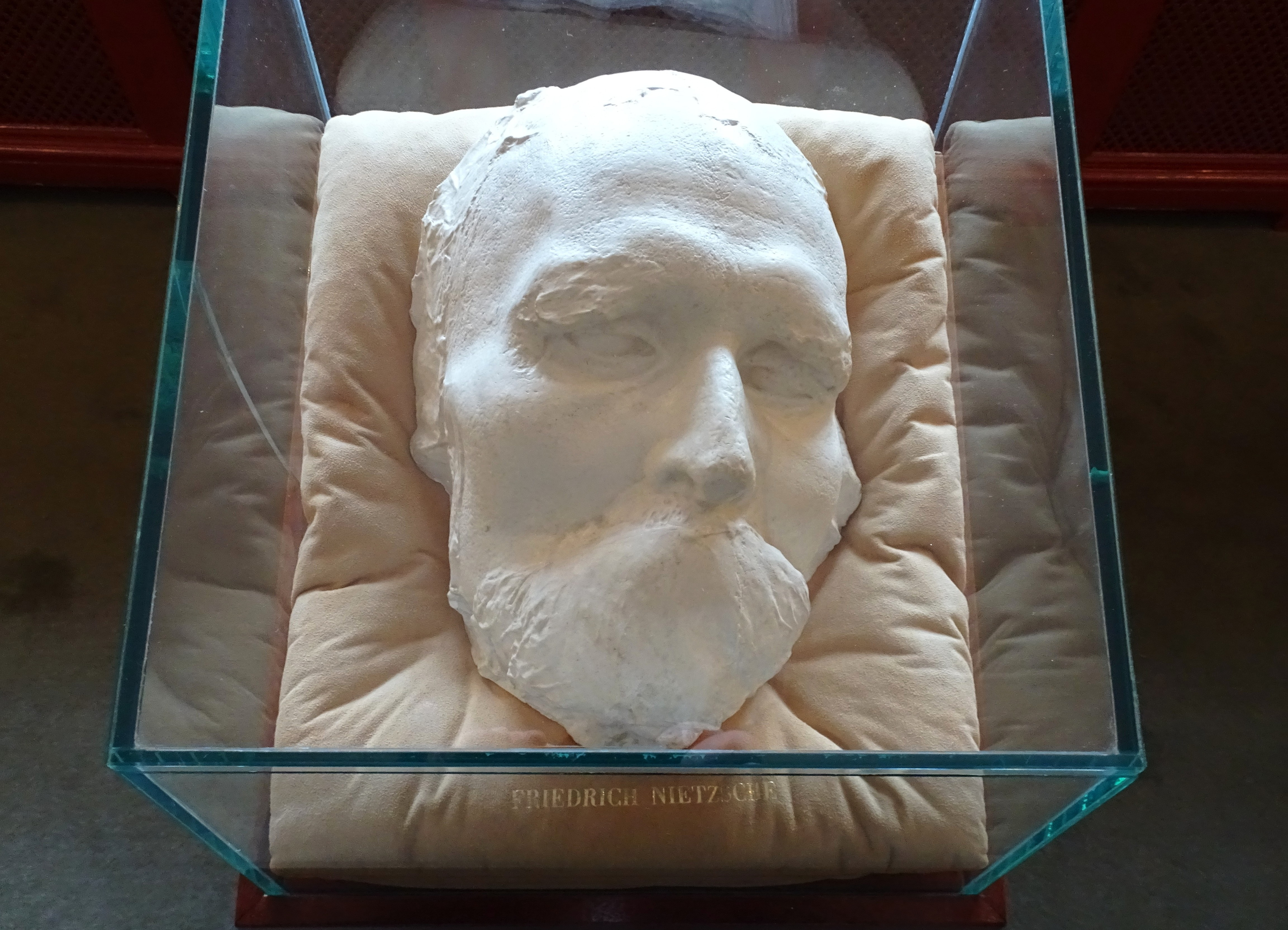
Máscara mortuoria de Nietzsche en la Thielska Galleriet de Suecia.

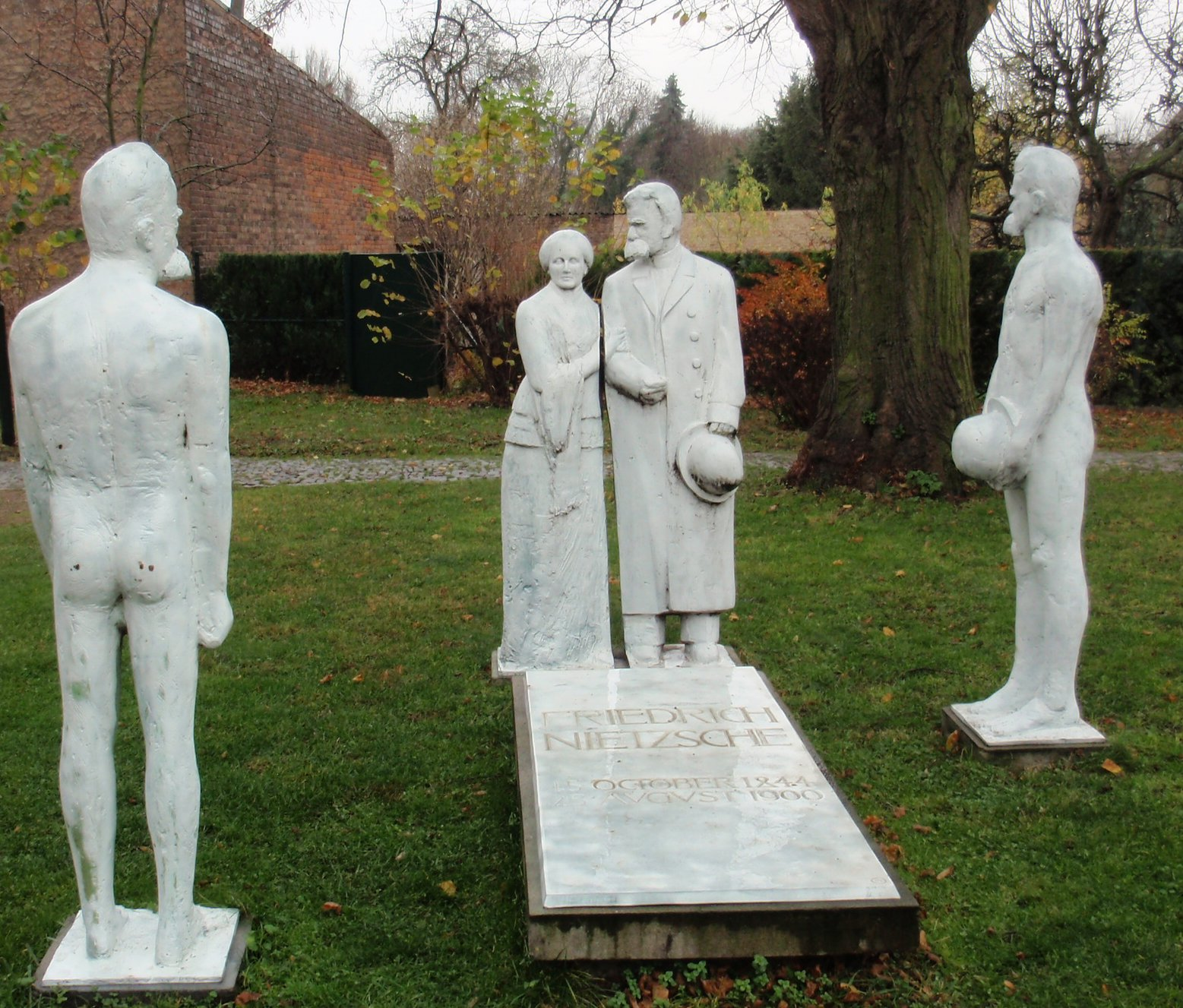
Réplica de la tumba de Nietzsche en Röcken con la escultura Das Röckener Bacchanal de Klaus Friedrich Messerschmidt (2000).

En 1893, Elisabeth Nietzsche volvió de Paraguay después del suicidio de su marido. Leyó y estudió los trabajos de Nietzsche, y pieza por pieza tomó control sobre ellos y su publicación. Overbeck fue paulatinamente relegado al ostracismo, y Gast finalmente cooperó. Después de la muerte de Franziska en 1897, Nietzsche vivió en Weimar, donde fue cuidado por Elisabeth, quien permitió a la gente visitar a su poco comunicativo hermano. El 25 de agosto de 1900, Nietzsche murió después de contraer neumonía. Por deseo de Elisabeth, fue inhumado junto a su padre en la iglesia de Röcken.
La causa del colapso nervioso de Nietzsche ha sido un tema de especulación debido a su origen incierto. Un frecuente y temprano diagnóstico lo atribuyó a una infección de sífilis. Sin embargo, algunos de los síntomas de Nietzsche no eran consistentes con esta condición.[cita requerida] Otro diagnóstico posible es un meningioma derecho retroorbital, un tipo de tumor cerebral. En su libro La lucha contra el demonio, Stefan Zweig presenta una psicobiografía sobre Nietzsche en que sitúa la etiología de su locura desde un ángulo puramente psicogénico.[cita requerida]

## Filosofía
Hay una controversia sobre si Nietzsche abogaba por un único punto de vista de comprensión filosófica. Muchos rechazan a Nietzsche por la contradicción de sus pensamientos e ideas.
Una tesis alternativa a la de la contradicción de los escritos de Nietzsche es la de la perspectiva, o la idea de que Nietzsche usaba múltiples puntos de vista en su trabajo como un medio para retar al lector a considerar varias facetas de un tema. Si uno acepta su tesis, la variedad y número de perspectivas sirven como una afirmación de la riqueza de la filosofía. Esto no quiere decir que Nietzsche viera todas las ideas como igualmente válidas. Tenía aspectos en los que no estaba de acuerdo con respecto a otros filósofos como Kant. Tampoco está claro dónde se posicionaba Nietzsche en cada tema. De cualquier modo, si uno mantiene los elementos en conflicto de sus escritos como algo intencionado o no, hay pocas dudas de que sus ideas siguen siendo influyentes.
Algunos filósofos han designado al estilo aforístico de Nietzsche como el responsable de estas aparentes contradicciones en su pensamiento, llegando a decir por ejemplo que «hay tantos Nietzsches como lectores». Esta afirmación resulta excesivamente cómoda ya que solo pretende facilitar la explicación de las contradicciones sin intentar desentrañar su sentido final.
La filosofía de Nietzsche se halla atravesada esencialmente por la herencia de la cosmología clásica, en particular por los conceptos de la cosmogonía griega. Esto es, la identificación del carácter más humano del hombre en relación con el vínculo que guarda con sus dioses. Hablamos de la dualidad de lo apolíneo contra lo dionisíaco. Nietzsche, aunque no descarta por completo la regencia de lo apolíneo en la vida como ha sido heredada, particularmente desde la modernidad, se inclina por resaltar y adoptar una postura en esta línea de lo dionisíaco. En ello consiste precisamente su crítica a la sociedad contemporánea y este será el hilo conductor que permea de forma constante su obra y su vida.

### Apolíneo y dionisíaco
Lo «apolíneo» y lo «dionisíaco» son dos conceptos filosóficos relacionados y dicotómicos que se basan en dos figuras de la mitología griega: Apolo y Dioniso. Este motivo suele vincularse a la obra temprana de Nietzsche El nacimiento de la tragedia en el espíritu de la música. No obstante, escritores como el poeta Friedrich Hölderlin ya lo habían tratado con anterioridad. Un año antes de la publicación de El nacimiento de la tragedia, Nietzsche escribió un fragmento titulado «Sobre la música y las palabras» en el que afirmaba la idea de Schopenhauer de que la música es una expresión primaria de la esencia de todo. Consideraba la poesía, la lírica y el drama como derivados de la música.
Apolo representa la armonía, el progreso, la claridad y la lógica, mientras que Dioniso representa el desorden, la embriaguez, la emoción y el éxtasis. Para Nietzsche son dos ideas contrapuestas y dos pilares de la cultura griega. También se entienden como dos estados cognitivos que se representan en el arte o como dos fuerzas de la naturaleza humana.

### Nihilismo y muerte de Dios
Según Nietzsche, desde Parménides y, sobre todo, a partir del idealismo platónico, la filosofía occidental adopta un esquema negador del mundo que culminará en las concepciones cristianas. Esto ha llevado a una visión dualista de las cosas (experiencia física contra realidad espiritual), con una primacía de esta última como la única verdadera, con valor positivo y situada en un más allá. Así, el pensador alemán ve en la metafísica y la religión una reacción de fuga ante la vida concreta, de creación de refugios imaginarios. Nace así un primer nihilismo implícito bajo la máscara positiva de una revelación, de una fe, reduciendo la realidad sensible a una cuasi nada (apariencias). Sería preciso, pues, comenzar por emprender una labor crítica —hermenéutica, genealógica— para desenmascarar ese nihilismo. A su vez, los avances científicos y la desmitificación de la realidad que culminan en la Europa del siglo XIX agudizan el proceso y ponen de manifiesto el peligro de un vacío de sentido para el hombre moderno o su recaída en nuevas ideologías negadoras de la vida.
Para Nietzsche, por tanto, la sociedad occidental se encuentra en vías de caer en un profundo nihilismo que ha de superar si no quiere ver su fin. El nihilismo (que tiene distintas formas), es un advenimiento de unas repetidas frustraciones en la búsqueda de significado, o más precisamente, «la desvalorización de los valores supremos». El nihilismo en Nietzsche se refiere al proceso histórico que surge en el reconocimiento de un valor sumo y termina en la asunción o reconocimiento de múltiples cosas valorables, al volverse inoperante lo que antes se mostraba como lo supremo. El nihilismo acontece en nuestro tiempo como manifestación de la ausencia de una medida única y, al mismo tiempo, como la proliferación de múltiples medidas que, en cada caso, pueden aparecer como válidas. Nietzsche ve en el despliegue del nihilismo toda fundación de cultura europea, la que surge como destino necesario de este proceso. La visión religiosa del mundo había sufrido ya un gran número de cambios por perspectivas contrarias, cayendo en el escepticismo filosófico, y en las teorías científicas evolucionistas y heliocéntricas modernas, lo que no hace más que confirmar la desvalorización de los valores supremos. A lo ya señalado, hemos de sumar una creciente presencia de lo democrático, la que se muestra como la afirmación de una individualidad independiente de Dios y acreedora de la igualdad, de la medianía. La democracia aparece, a los ojos de Nietzsche, como un momento del despliegue del nihilismo igualmente negador de la vida que los que la antecedieron. Ambas manifestaciones del nihilismo se muestran a Nietzsche como negaciones de la vida, al negar u olvidar dimensiones de la misma que, a su parecer, aparecen como constitutivas de ella e inalienables a lo que él considera vida. Estas dimensiones negadas de la vida se muestran en ámbitos tan determinantes como el constante darse del devenir y las diferencias entre los hombres.
Nietzsche ve esta condición intelectual como un nuevo reto para la cultura europea, lo que se ha extendido, asimismo, más allá de un pequeño punto de no-retorno. Nietzsche conceptualiza esto con su famosa frase, «Dios ha muerto», que aparece en La gaya ciencia y en Así habló Zaratustra. Esta frase fue dada también por Hegel veinte años antes de que Nietzsche naciera. Este aforismo, por una parte, señala el fin de eso que antes aparecía como lo imperante, y por otra, indica un terreno fértil, un terreno inexplorado, en el cual el propio Nietzsche es un colono. A partir de la frase «Dios ha muerto», Nietzsche se refiere tanto a la ceguera del pasado en tanto incapacidad de ver esto, como a la asunción de una nueva posibilidad de relacionarse con lo que es, posibilidad dada por la asunción de dicha muerte.
Nietzsche trata esta frase más que como una mera declaración provocativa, casi como una revelación, como si representase el potencial de nihilismo que arrastra el alzamiento y el progreso, en el contexto de un concepto absurdo y sin significado.
Según Nietzsche, el hombre europeo descendiente de los hiperbóreos ha de asumir la gran e inevitable consecuencia de la muerte en la sociedad occidental de Dios, del dios judeocristiano, el vengativo y cruel Yahvé. La consecuencia de la muerte de Dios es que los valores vigentes en la sociedad occidental se vienen abajo ellos solos, según el nihilismo, o no se vienen abajo sino que los hombres los destruimos. Según Nietzsche la superación del nihilismo se producirá cuando el Übermensch imponga unos nuevos valores de acuerdo a la moral de señores, destruyendo los valores de la moral de esclavos. Resumiendo, destruimos los valores de los hombres para poner en su lugar los valores del Übermensch, que ocupará el lugar de Dios.

¿No oísteis hablar de aquel loco que en pleno día corría por la plaza pública con una linterna encendida, gritando sin cesar: «¡Busco a Dios! ¡Busco a Dios!». Como estaban presentes muchos que no creían en Dios, sus gritos provocaron la risa. [...] El loco se encaró con ellos, y clavándoles la mirada, exclamó: ¿Dónde está Dios? Os lo voy a decir. Le hemos matado; vosotros y yo, todos nosotros somos sus asesinos. Pero ¿cómo hemos podido hacerlo? ¿Cómo pudimos vaciar el mar? ¿Quién nos dio la esponja para borrar el horizonte? ¿Qué hemos hecho después de desprender a la Tierra de la órbita del sol? [...] ¿No caemos sin cesar? ¿No caemos hacia adelante, hacia atrás, en todas direcciones? ¿Hay todavía un arriba y un abajo? ¿Flotamos en una nada infinita? ¿Nos persigue el vacío [...]? ¿No hace más frío? ¿No veis de continuo acercarse la noche, cada vez más cerrada? [...] ¡Dios ha muerto! [...] ¡Y nosotros le dimos muerte! ¡Cómo consolarnos nosotros, asesinos entre los asesinos! Lo más sagrado, lo más poderoso que había hasta ahora en el mundo ha teñido con su sangre nuestro cuchillo. ¿Quién borrará esa mancha de sangre? ¿Qué agua servirá para purificarnos? [...] La enormidad de este acto, ¿no es demasiado grande para nosotros?
La gaya ciencia.

### Inversión de los valores
Nietzsche pensaba que había dos clases de hombres: los señores y los siervos, que han dado distinto sentido a la moral. Para los señores, el binomio «bien-mal» equivale a «noble-despreciable». Desprecian como malo todo aquello que es fruto de la cobardía, el temor, la compasión, todo lo que es débil y disminuye el impulso vital. Aprecian como bueno, en cambio, todo lo superior y altivo, fuerte y dominador. La moral de los señores se basa en la fe en sí mismos, el orgullo propio.
Por el contrario, la moral de los siervos nace de los oprimidos y débiles, y comienza por condenar los valores y las cualidades de los poderosos. Una vez denigrado el poderío, el dominio, la gloria de los señores, el esclavo procede a decretar como «buenas» las cualidades de los débiles: la compasión, el servicio —propios del cristianismo—, la paciencia, la humildad. Los siervos inventan una moral que haga más llevadera su condición de esclavos. Como tienen que obedecer a los señores, los siervos dicen que la obediencia es buena y que el orgullo es malo. Como los esclavos son débiles promueven valores como la mansedumbre y la misericordia; por el contrario, critican el egoísmo y la fuerza.

¿Qué es bueno? Todo aquello que eleva nuestro sentimiento de poder, la voluntad de poder, el poder mismo en el hombre.
¿Qué es malo? Todo aquello que se origina en la debilidad.
¿Qué es la felicidad? El sentimiento de cómo crece el poder, de vencer una resistencia. [...]
Los débiles y los malogrados deben perecer: principio primero de nuestro amor por los hombres. [...]
¿Qué es más dañino que cualquier vicio? El ejercicio de la compasión hacia todos los malogrados y débiles — el cristianismo...
El Anticristo, §2

La crítica de Nietzsche a la moral tradicional se centraba en la tipología moral de «amo» y de «esclavo» y en la descripción de la dinámica que generan; esta dinámica o dialéctica debe ser conocida por los «espíritus libres» para conducir a la humanidad a su superación: una sucesión de continuas superaciones —la moral deja de ser algo cerrado para ser visto como una dinámica de morales yuxtapuestas y reconocibles en la dinámica de las lenguas. Examinando la etimología de las palabras alemanas gut («bueno»), schlecht («malo») y böse («malvado»), Nietzsche sostuvo que la distinción entre el bien y el mal fue originalmente descriptiva, o sea, una referencia amoral a aquellos que eran privilegiados (los amos), en contraste con los que eran inferiores (los esclavos). El contraste bueno/malvado surge cuando los esclavos se vengan convirtiendo los atributos de la supremacía en vicios. Si los favorecidos (los «buenos») eran poderosos, se decía que los sumisos heredarían la Tierra. El orgullo se volvió pecado, mientras que la caridad, humildad y obediencia reemplazaron a la competencia, el orgullo y la autonomía. La insistencia en la absolutidad (Absolutheit) es esencial tanto en la ética religiosa como filosófica y fue clave para el triunfo de la moral de esclavo mediante la presunción de ser la única moral verdadera.

Los judíos —un pueblo «nacido para la esclavitud», como dicen Tácito y todo el mundo antiguo, «el pueblo elegido entre los pueblos», como dicen y creen ellos mismos— los judíos han llevado a efecto aquel prodigio de inversión de los valores gracias al cual la vida en la tierra ha adquirido, para unos cuantos milenios, un nuevo y peligroso atractivo: — sus profetas han fundido, reduciéndolas a una sola, las palabras «rico», «ateo», «malvado», «violento», «sensual», y han transformado por vez primera la palabra «mundo» en una palabra infamante. En esa inversión de los valores (de la que forma parte el emplear la palabra «pobre» como sinónimo de «santo» y «amigo») reside la importancia del pueblo judío: con él comienza la rebelión de los esclavos en la moral.
Más allá del bien y del mal, § 195

### Voluntad de poder
La voluntad de poder (der Wille zur Macht) es un concepto altamente controvertido en la filosofía nietzscheana, generando intenso debate e interpretaciones varias, algunas de las cuales, como la notoria interpretación dada por los intelectuales nazis, fueron intentos deliberados de justificación de tácticas políticas.
Una manera de abordar este concepto es por medio de la crítica nietzscheana a la teoría de la evolución de Darwin. Nietzsche veía en los instintos una fuerza que iba más allá del solo impulso a sobrevivir, protegerse y reproducirse de todos los seres vivos; de solo ser esto la vida se estancaría. La supervivencia era una de las consecuencias de un deseo aún mayor, impulso hacia una supravivencia, un deseo perpetuo de todo ser vivo por ir más allá de todos, el todo y hasta más allá de sí mismo, más allá de la muerte. Este impulso irracional o deseo perpetuo por expandirse impreso en cada ser es lo único que da sentido a la existencia, paradójicamente «razón de ser» y es la fuerza principal dentro de la visión trágica o dionisíaca de Nietzsche.
Las teorías posteriores de Sigmund Freud respecto al inconsciente probablemente fueron inspiradas en gran parte por los conceptos de lo Dionisíaco y la voluntad de poder, las cuales Freud relacionó a los instintos sexuales primitivos, por encima de cualquier otro instinto, y su represión y control excesivo por el consciente o parte Apolínea del ser como generadores de la histeria y otras dolencias.

### Amor fatiy eterno retorno
La idea del eterno retorno ha sido tratada como un concepto basilar para Nietzsche por muchos, aunque no por todos los intérpretes.
Nietzsche encuentra la idea en los trabajos de Heinrich Heine, quien especulaba que llegaría el día en el que la persona volvería a nacer con el mismo proceso de él mismo, y con el mismo en todas las demás personas. Nietzsche expandió este concepto para formar su teoría, la cual resaltó en La gaya ciencia y desarrolló en Así habló Zaratustra. En las lecturas de Nietzsche sobre Schopenhauer, le saltó la idea del eterno retorno. Schopenhauer sentenciaba que una persona que se afirmara en la vida incondicionalmente lo haría incluso si todo lo que le había pasado le ocurriera de nuevo de forma repetida.
En unas pocas ocasiones en sus notas, Nietzsche discurre la posibilidad del eterno retorno como verdad cosmológica (véase el libro de Arthur Danto Nietzsche como filósofo para un análisis en detalle de estos esfuerzos), pero en los trabajos que él preparó para publicar está tratado como el método más vanguardista de afirmación de la vida. Según Nietzsche, requeriría un sincero Amor fati («Amor al destino»), no simplemente para sobrellevar, sino para desear la ocurrencia del eterno retorno de todos los eventos exactamente como ocurrieron, todo el dolor y la alegría, lo embarazoso y la gloria, esta repetición, más de emociones y sentimientos que de hechos, es lo que configuraría el tipo y la raza universal y global del por venir, no como una raza de las ya existentes, sino como una posibilidad abierta del hombre inacabado como especie genética y lingüística que debe ser perfilada por el eterno retorno de la superación de sus previos pensamientos y hechos.
Nietzsche menciona la idea de lo «horrible y paralizante», y también mantiene que la carga de esta idea es el peso más pesado imaginable (Das schwerste Gewicht). El deseo del eterno retorno de todos los eventos marcaría la afirmación de la vida definitiva.
Según algunos intérpretes, el eterno retorno es más que el mero concepto intelectual o reto, refleja una Kōan, o característica psicológica que ocupa la estimulación consciente etérea, una transformación de consciencia conocida como metanoia.
Alexander Nehamas escribió en Nietzsche: vida como literatura que hay tres maneras de ver el eterno retorno: (a) Mi vida volverá del mismo modo. Esto es una aproximación fatalista a la idea; (b) Mi vida puede ocurrir del mismo modo. Esta segunda visión es una aserción condicional de cosmología, pero falla al captar lo que Nietzsche se refiere en La gaya ciencia; (c) Es mi vida por re-ocurrir, entonces podría re-ocurrir solo en idéntico modo. Nehamas muestra que esta interpretación es totalmente independiente de la física y no presupone la verdad de la cosmología. La interpretación de Nehamas es que los individuos se constituyen ellos mismos a través de las acciones y la única manera de mantenerse a ellos mismos como son es vivir en una reocurrencia de acciones pasadas.
El eterno retorno cumple pues dos funciones en la filosofía de Nietzsche. La primera es remarcar el amor a la vida. Los cristianos postulan un paraíso; Platón, el mundo de las ideas. Nietzsche dice que después está otra vez la tierra, el mundo: porque no hay nada más. Por otro lado cumple una función ética. Quien acepta el eterno retorno, se previene y acepta sus actos. Con el dolor que puedan contraer, con el placer que puedan conllevar: no hay lugar para el arrepentimiento.

### ElÜbermensch

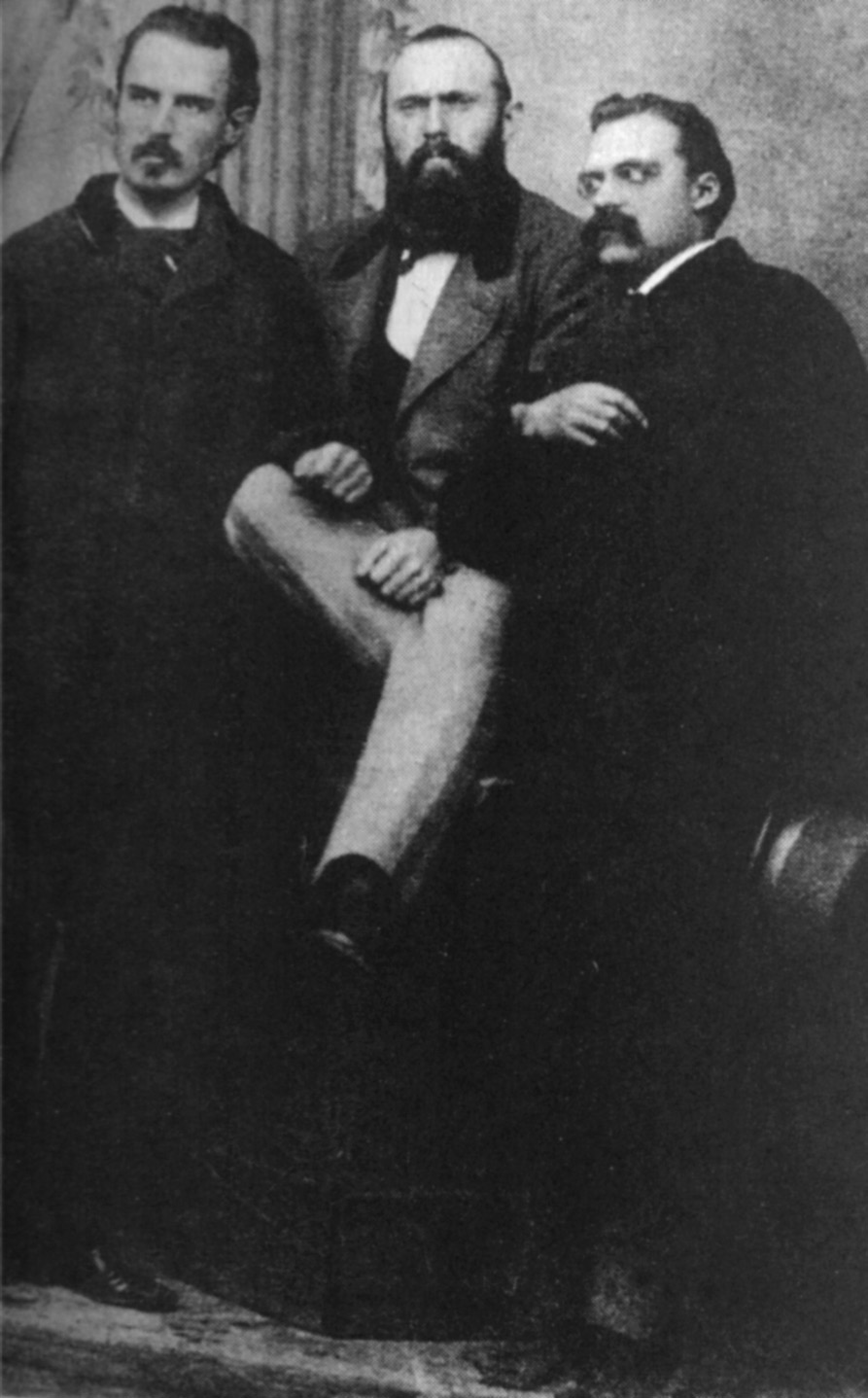
Erwin Rohde, Carl von Gersdorff y Friedrich Nietzsche, mediados de octubre de 1871.

Extrapolando ideas del darwinismo Nietzsche considera que el ser humano (Mensch) es un ser incompleto, pues todo animal da lugar a algo superior. Es un puente entre el simio y el Übermensch (término que ha sido traducido con frecuencia, aunque no con excesiva fortuna, como 'superhombre' o 'suprahombre', existiendo autores que prefieren su traducción como 'ultrahombre'). El hombre es, por tanto, algo que debe ser saltado, superado. El Übermensch es aquel ser que tiene una moral de nobles, es un noble, y acepta la voluntad de poder: es un hombre legislador, él crea sus propias normas, morales y de todo tipo, además es un hombre que somete las cosas a su voluntad, es un hombre vital: ama la vida y este mundo. Además es un ser que acepta el eterno retorno, pues cuando toma una decisión realmente la quiere tomar, y no se arrepiente de sus actos. Sabe que la vida es en parte dolor y en parte placer, pero no reniega de ello.
Desarrollando la idea del nihilismo, Nietzsche escribió Así habló Zaratustra, introduciendo en él el concepto del primer hombre creador de valores, no como un proyecto, sino como un antiproyecto, la ausencia de proyecto alguno. En dicho libro Zaratustra se refiere a las «tres transformaciones del espíritu», el que se transforma figurada y sucesivamente en camello, león y finalmente niño. Este estado amoral y de creación de nuevos valores puede interpretarse como el inicio del camino hacia el ideal del Übermensch: «Inocencia es el niño, y olvido, un nuevo comienzo, un juego, una rueda que se mueve por sí misma, un primer movimiento, un santo decir sí. Sí, hermanos míos, para el juego del crear se precisa un santo decir sí: el espíritu quiere ahora su voluntad, el retirado del mundo conquista ahora su mundo».
Hay controversia sobre qué o a quién consideraba Nietzsche como «Übermensch». No solo hay cierta base para pensar que Nietzsche era escéptico sobre la identidad individual y la noción de sujeto, sino que habría un ejemplo concreto del Ultrahombre como algo nuclear. Las interpretaciones modernas de Nietzsche, especialmente después del trabajo de Walter Kaufmann, sugieren que la visión de Nietzsche sobre el Übermensch está más en línea con el concepto de hombre renacentista, como Goethe o Da Vinci.

#### Traducción del término
Normalmente se traduce como «superhombre»; sin embargo esta traducción es errónea ya que el prefijo alemán über significa 'superior' como adjetivo, o 'sobre' (como el over inglés). Además Mensch significa 'humano', 'persona', esto es, 'hombre' en términos de especie, y no de sexo. En castellano puede dar lugar a equívocos si se lo lee con mala intención. Por lo tanto, la traducción más correcta al castellano sería 'suprahumano' o 'sobrehumano', pero en el uso más convencional sería 'suprahombre', o bien, 'ultrahombre', tal como el filósofo Vattimo ha sugerido.
Siempre debe recordarse que el concepto se contrapone a cualquier término sexista y al del «último hombre», el que presenciará el gran mediodía que representa el último paso de superación del hombre moral y septentrional, y la etapa final del nihilismo. Es en este sentido en que debe entenderse al super-hombre como uno de los objetivos nietzscheanos, y no como una «calidad» a la que se pueda acceder, o una «categoría» que se pueda obtener.

### Jesús y los «anticristianos»
En su libro El Anticristo, maldición sobre el cristianismo (1888), Nietzsche escribe sobre cómo la cristiandad se ha convertido en una ideología establecida por instituciones como la Iglesia, y cómo las iglesias han fallado a la hora de representar la vida de Jesús. Es importante destacar que Nietzsche vivió en una sociedad protestante y su repulsa hacia el cristianismo se forjó a partir del conocimiento de dicha doctrina. Es importante, para él, distinguir entre la religión de la cristiandad y la persona de Jesús. Nietzsche explicó la religión cristiana como si fuera representado por iglesias e instituciones a las que llamaba su «transvaloración» (del alemán Umwertung) de los valores instintivos saludables. Transvaloración es el proceso por el cual el significado de un concepto o ideología puede ser puesto al revés de lo expresado por su etimología. Fue más allá del pensamiento de los agnósticos o ateos de la Ilustración, quienes sentían que la Cristiandad era simplemente falsa. Él afirmaba que ha podido ser deliberadamente infundida como una religión subversiva (como un arma psicológica subversiva) dentro del Imperio romano por el apóstol Pablo como una forma de cobrar venganza por la destrucción romana de Jerusalén y su templo durante la primera guerra judeo-romana.[cita requerida]
Nietzsche contrasta a los cristianos con Jesús, a quien admiraba de gran modo. Nietzsche argumenta que Jesús trascendió las influencias morales de su tiempo creando su propio sistema de valores. Jesús representaba un paso hacia el Übermensch. Al final, Nietzsche clama sin embargo: en contraste con el superhombre, quien abraza la vida, Jesús negaba la realeza en favor de su «Reino de Dios». La negación de Jesús para defenderse a sí mismo, y su muerte, eran consecuencias lógicas de su desajuste de sistema de ideas.
Nietzsche entonces analizó la historia de la cristiandad, descubriendo una distorsión progresiva de modo grotesco de las enseñanzas de Jesús. Él critica a los primeros cristianos por convertir a Jesús en un mártir y la vida de Jesús dentro de la historia de la salvación de la humanidad como motivo para dominar a las masas, encontrando a los apóstoles cobardes, vulgares y resentidos. Argumenta que las sucesivas generaciones malentendieron la vida de Jesús, mientras la influencia de la cristiandad crecía. En el siglo XIX, Nietzsche concluye que la cristiandad se ha vuelto tan mundana al punto de hacerse una parodia de sí misma, una total manipulación de sus enseñanzas y su «buena nueva». Es por esto que concluyó en una de sus frases más célebres: «El último cristiano murió en la cruz», considerando que Pablo de Tarso y los primeros cristianos (los «anticristianos») solo hicieron negocio con su figura a través de su Iglesia y nadie siguió realmente ni aspiró jamás a aceptar la doctrina de Cristo.

Esta acusación eterna contra el cristianismo la quiero escribir en todas las paredes; yo tengo un alfabeto aun para los ciegos... Llamo al cristianismo la gran maldición, la gran corrupción soterrada, el gran instinto de la venganza para el cual ningún medio es bastante pérfido, furtivo, subrepticio y mezquino; lo llamo, en resumen, la mancha inmortal de la humanidad.
El Anticristo, §62

## Lugar en la teoría ética contemporánea
Nietzsche aborda la ética desde diferentes perspectivas. En términos de hoy en día, podemos decir que sus obras tocan los ámbitos de la metaética, la ética normativa, y la ética descriptiva.
En lo referente a la metaética, Nietzsche puede ser clasificado quizá como un escéptico moral. Esto es en la medida en que afirma que todas las sentencias éticas son falsas, porque cualquier tipo de correspondencia entre sentencias morales y hechos es ilusoria y mendaz. Esta afirmación forma parte de aquella otra más general según la cual no existe una verdad universal, pues ninguna corresponde a la realidad más que de una forma aparente. En realidad, las afirmaciones éticas, como todas las afirmaciones, son meras interpretaciones como mínimo siempre parciales sobrepuestas a la realidad, fundamentalmente ininterpretable.
A veces, Nietzsche parece tener opiniones muy definidas de lo que es moral e inmoral. Hay que notar, no obstante, que las opiniones morales de Nietzsche se pueden explicar sin atribuirle la afirmación de que son ciertas. Según Nietzsche, no necesitamos descartar una afirmación simplemente porque sea falsa. Al contrario, a menudo afirma que la falsedad es esencial para la vida. Curiosamente, en sus discusiones figuradas con Wagner en El caso Wagner menciona la mentira deshonesta, como opuesta a la mentira honesta. Posteriormente menciona a Platón como referente sobre esta última. Esto debería dar una idea de los múltiples niveles interpretativos de su obra, a menudo aparentemente paradójicos si no se toman las debidas cautelas hermenéuticas.
En la disyuntiva entre ética normativa y ética descriptiva distingue entre la moral de señor y la moral de esclavo. Aunque reconoce que es muy difícil encontrar un ejemplo real de alguien que mantenga una u otra moral pura sin algún tipo de yuxtaposición (de hecho era consciente de estar haciendo historia al vislumbrar «genealógicamente» esta distinción), las presenta, a lo largo de la historia y actualmente en tanto que pulsiones humanas atemporales, una en contraste de la otra. Algunos de estos contrastes de una moral frente a la otra son:
- Interpretación de lo «bueno» y lo «malo» en oposición a la interpretación de lo «bondadoso» y lo «malvado».
- Moral de la aristocracia frente a la moral del rebaño, de los esclavos, los oprimidos, los rencorosos por constitución.
- Determinación de valores independientemente de fundamentos predeterminados (Naturaleza) por oposición a valores establecidos sobre fundamentos determinados previamente y no discutidos (dogma).

Estas ideas fueron elaboradas en su libro La genealogía de la moral, en el cual además introdujo el concepto clave del resentimiento como base de la moral del esclavo.
También es conocido por su frase «Dios ha muerto». Aunque popularmente se cree que es de Nietzsche de quien procede esta frase, es puesta en boca de un personaje, un hombre loco, en La gaya ciencia, que más adelante fue repetida por el Zaratustra de Nietzsche. Estas frases malinterpretadas no proclaman una muerte física, sino un final natural a la creencia de dios. Está altamente malentendido como una declaración de regocijo, cuando es descrito como un lamento trágico por el personaje de Zaratustra.
«Dios ha muerto» es más una observación que una declaración. Nietzsche no dio argumentos para el ateísmo, sino meramente observó que, para todos los efectos prácticos, sus contemporáneos vivían como si Dios estuviera muerto. Nietzsche creía que esta muerte minaba los fundamentos de la moral y que acabaría por desembocar en el más completo nihilismo y relativismo moral. Para evitar esto, él creía en la revaluación de los fundamentos de la moral para comprender mejor los motivos y orígenes subyacentes de los primeros. De esta manera los individuos podrían decidir por sí mismos si un valor moral es obsoleto o está desviado por imposiciones culturales o quieren realmente tomar ese valor como cierto.
Para el filósofo francés Michel Onfray, el principal logro de Nietzsche viene tras pensar después de su obra, esto es, según sus propias palabras, «ser nietzscheano implica pensar a partir de él». Seguir a Nietzsche no tendría nada que ver con «seguir las tesis mayores del filósofo« ni «cambiarse por Nietzsche». La labor de Nietzsche habría sido construir una obra para «apoyarse en ella como quien se apoya en una formidable palanca para mover las montañas filosóficas».

## Opiniones políticas
Si bien es fácil ver un aire político en los escritos de Nietzsche, su trabajo no fue de ningún modo pensado para promocionar ideas políticas como en Aristóteles o en Platón. El pensamiento de Nietzsche propone significativas ideas sobre el concepto de poder, Estado, individuo, voluntad y libertad. La influencia que Nietzsche ejerció sobre la política de la «nueva derecha» en Francia fue realmente extensa. Afirmó que el poder de un sistema es signo de falta de integridad, no propuso un sistema de gobierno específico como solución, y nunca se vinculó a sí mismo con movimientos de masas, organizaciones sociales o partidos políticos. En este sentido, Nietzsche casi podría ser llamado un pensador anti-político. Walter Kaufmann enfatiza la visión de que el poderoso individualismo expresado en sus escritos sería desastroso si se practicara en las bases reales de los políticos. Escritores posteriores, guiados por la izquierda intelectual francesa, han propuesto maneras de usar la teoría nietzscheana en lo que se ha llegado a conocer como «políticas de diferencias», en especial formulando teorías sobre resistencia política y sobre diferencias sexuales y morales. Para el politólogo estadounidense Bernard Yack las ideas políticas que inspira Nietzsche se podrían materializar en una "revolución de la cultura". Para Yack, así como la humanidad ha vivido las revoluciones propuestas por Rousseau o Marx, Nietzsche propone también una revolución política "total" fundamentada en lo que él denominó «los espíritus libres» y «la voluntad de poder». Esta revolución total nietzscheana sería la revolución de la cultura, que según Yack aún no ha llegado. En la misma línea que Bernard Yack, Daniel Conway y Keith Ansell Pearson, filósofos británicos contemporáneos, analizan el pensamiento de Nietzsche como pensador político. En América Latina, el politólogo y profesor de teoría política de Colombia, Luis Arévalo, retoma estos estudios en el trabajo académico "El concepto de Gran Política desde el concepto de Gran Europa en la obra de Nietzsche". En este artículo, Luis Arévalo explora el concepto de Gran Política y Gran Europa en la obra de Nietzsche para hacerlos evidentes en el desarrollo de sus escritos. Asimismo, deja planteada la idea de un enorme potencial para la comprensión de los escritos de Nietzsche en términos de poder, individuo, voluntad y razón teleológica de lo político en Nietzsche.
Revisando ampliamente los escritos de Kauffmann y otros, el espectro del nazismo ha sido hoy en día casi extinto de sus escritos. Por el trabajo de los italianos Giorgio Colli y Mazzino Montinari hoy sabemos que la obra de Nietzsche fue manipulada por los nazis a pedido de Hitler. La hermana de Nietzsche jugó un papel determinante en la manipulación de fragmentos póstumos de su hermano y en la venta y manipulación de sus escritos a los nazis, notablemente con la obra La voluntad de poder (que es un compendio de fragmentos póstumos). Esta manipulación llegó a tal punto que Montinari publicará el libro La voluntad de poder no existe. Nietzsche a menudo se refería como «el rebaño» a los participantes de los movimientos de masas que comparten una psicología común de la masa. Valoraba el individualismo y el lenguaje como obra común que nos construye, pero consideraba sus obras como regalos a la humanidad. Despreciaba al Estado moderno, también habló negativamente de demócratas y socialistas y dejó claro que solo ciertos individuos podían romper la moral del rebaño. Pero son sus propias palabras las que deberían alejar cualquier sospecha de simpatía con el nazismo:

Nosotros no amamos a la humanidad, pero también estamos muy lejos de ser lo bastante alemanes (en el sentido en que hoy se emplea la palabra) para convertirnos en voceros del nacionalismo y de los odios de razas, para regocijamos con las aversiones y el modo de hacerse mala sangre los pueblos, a que se debe que en Europa se atrincheren unos contra otros cual si quisieran separarse con cuarentenas. [...] Nosotros, los sin patria, somos demasiado variados, demasiado mezclados de razas y de origen para ser hombres modernos, y por consiguiente, nos sentimos muy poco inclinados a participar en esa mentida admiración de sí mismas que hoy practican las razas y en ese descaro con que hoy se ostenta en Alemania, a modo de escarapela, el fanatismo germánico...
La gaya ciencia, § 377

Al pueblo se refería como «perro de fuego». En Zaratustra desarrolla esta idea como fuerzas dinámicas de las que hay que tomar partido en el desarrollo histórico. El perro de fuego representa los ideales populares por diferenciarse de otros pueblos. En «De viejas y nuevas tablas», desarrolla también la idea de cómo ciertos valores morales acaban por ser institucionalizados en normas de domesticación y a eso llaman nacionalismo... ¡domesticar a favor del Estado al perro de fuego que cometió esos desmembramientos de cabeza y dio su apoyo popular a Napoleón! Solo el individuo alienado de las masas puede comprender su situación con respecto al resto.
El escritor exiliado del nazismo Thomas Mann escribía en 1947 acerca «del desprecio de Nietzsche por todo nacionalismo, de su odio al Reich y a la entontecedora política alemana del poder, [...] de su europeísmo, de su mofa del antisemitismo y la entera patraña racista», para concluir:

Es necesario que no nos dejemos engañar. El fascismo como trampa para las masas, como plebeyismo extremo y como el más mísero de los filisteísmos de la cultura que ha hecho historia, es ajeno en lo más hondo al espíritu de aquel para el cual todo giraba en torno a la pregunta «¿qué es aristocrático?». El fascismo queda completamente fuera de la imaginación de Nietzsche.
T. Mann: «La filosofía de Nietzsche a la luz de nuestra experiencia»

## Visión de las mujeres
Los comentarios de Nietzsche sobre las mujeres han provocado una gran polémica. Algunas de sus afirmaciones sobre las mujeres parecían prefigurar la crítica del posfeminismo contra las versiones primerizas del feminismo, particularmente aquellas que afirman que el feminismo ortodoxo discrimina a las propias mujeres en función de su posición social privilegiada. En este contexto, el pensamiento de Nietzsche ha sido relacionado con el capítulo schopenhaueriano «Sobre las mujeres», de Parerga y paralipómena, habiendo sido muy probablemente influenciado por él en algún grado.

## Influencia y recepción de Nietzsche

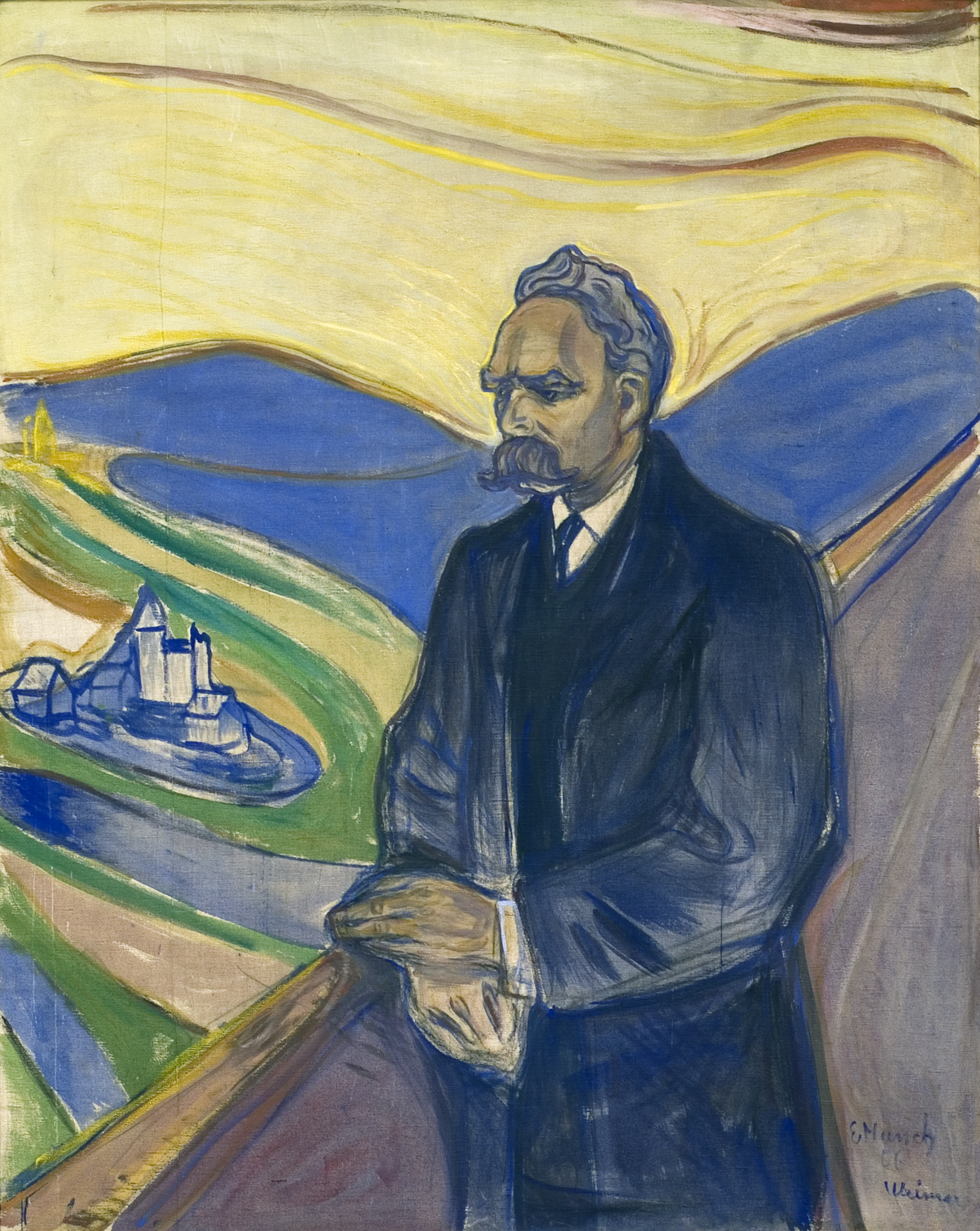
Edvard Munch, Friedrich Nietzsche, 1906.

Los escritos de Nietzsche han sido interpretados de diversas maneras, e incluso existen casos en los que Nietzsche es citado para sustentar visiones contradictorias.
Por ejemplo, Nietzsche era popular entre el ala izquierdista de la Alemania de 1890, pero unas décadas después, durante la Primera Guerra Mundial, muchos le vieron como la raíz del ala derecha del militarismo alemán. Tengamos en cuenta que es más factible que la derecha acepte las máximas nietzscheanas anticompasivas, belicosas y aristocráticas, en tanto las doctrinas igualitarias como el comunismo —con la excepción de la belicosidad y fórmulas anticompasivas aplicadas en el régimen comunista soviético— y la democracia fueron despreciadas por él. Otro ejemplo se establece en la época del «Caso Dreyfus». La derecha antisemita francesa elevó la acusación a judíos e intelectuales de izquierdas que defendían a Alfred Dreyfus de ser nietzscheanos. Los conservadores alemanes quisieron censurar los trabajos de Nietzsche ante el peligro de subversión en 1894-1895, mientras que la Alemania nazi lo utilizó como excusa intelectual para promover su idea de la resurrección de la cultura alemana y de la identidad nacional. Muchos alemanes leyeron Así habló Zaratustra y se vieron influenciados por el llamamiento de Nietzsche del individualismo ilimitado y al desarrollo de la propia personalidad. Así durante el final del siglo XIX y el comienzo del siglo XX las ideas de Nietzsche estaban comúnmente asociadas con el movimiento anarquista y parece que tuvieron una influencia dentro de este, particularmente en Francia y los Estados Unidos (véase también Anarquismo y Friedrich Nietzsche).
Durante el interbellum, muchos fragmentos del trabajo de Nietzsche fueron apropiados por los nazis, principalmente por Alfred Bäumler en La voluntad de poder. Durante el periodo de dominio nazi, las obras de Nietzsche fueron muy estudiadas en los colegios y universidades alemanas. Los nazis creyeron ver en Nietzsche a uno de los padres fundadores. Incorporaron la ideología y el pensamiento sobre el poder dentro de su propia filosofía política. Expresiones como La voluntad de poder fueron relacionadas con el nazismo y proclamadas como paradigma del movimiento. Sin embargo, existen muy pocas, si acaso alguna, similitudes entre Nietzsche y el nazismo. En múltiples pasajes a lo largo de sus obras, Nietzsche defiende ardorosamente a los judíos, y expresa su rabia contra la lenta pero imparable corriente antisemita en Alemania, personificada dolorosamente en su propia familia a través de la figura de su hermana, que adoptó fervientemente el ideario racista, influenciada por su marido, para el cual no escatimó el filósofo todo tipo de improperios en muchas de sus cartas.
Uno de los más importantes estudiosos de Nietzsche fue el reconocido filósofo alemán Martin Heidegger, en su voluminoso trabajo titulado con el apellido del filósofo.
En el ámbito de la psicología, el neurólogo Sigmund Freud no hizo suficientemente explícita la influencia del filósofo en su obra, aunque es ampliamente debatida, investigada y reinterpretada. El psiquiatra Carl Gustav Jung, sin embargo, vio en Nietzsche un importante punto de apoyo para el desarrollo de su propio pensamiento, sin tener las reservas que habían estado presentes en Freud. Ello se tradujo en que no tuvo problemas en hacer patente el vínculo de sus conceptos con la filosofía de Nietzsche. Las referencias a Nietzsche esta vez se hicieron frecuentes. Es más, Jung organizó un extenso seminario para estudiar una de las obras más importantes del filósofo: El Zaratustra de Nietzsche.
Dentro de los estudios clásicos, su obra El nacimiento de la tragedia ejerció una influencia decisiva sobre la mitógrafa y feminista británica Jane Ellen Harrison, quien se autodefinió como «discípula de Nietzsche».
Para el filósofo alemán Peter Sloterdijk, Nietzsche ha sido «el formulador magistral de aquellas verdades con las que no se puede convivir pero cuya ignorancia sería contraria a la honradez intelectual».

## Obras
- Fatum e historia (1862)
- Libertad de la voluntad y fatum (1868)
- Homero y la filología clásica (1869) (Homer und die klassische Philologie. Ein Vortrag)
- El drama musical griego (1870) (Das griechische Musikdrama)
- Sócrates y la tragedia (1870) (Socrates und die Tragödie)
- La visión dionisíaca del mundo (1870) (Die dionysische Weltanschauung)
- El Estado griego (1871)
- El nacimiento de la tragedia en el espíritu de la música (1872) (Die Geburt der Tragödie aus dem Geiste der Musik)
- Sobre el porvenir de nuestras instituciones educativas (1872) (Über die Zukunft unserer Bildungsanstalten. Sechs öffentliche Vorträge)
- Cinco prefacios a cinco libros no escritos (1872) (Fünf Vorreden zu fünf ungeschriebenen Büchern)
- La filosofía en la época trágica de los griegos (1873) (Die Philosophie im tragischen Zeitalter der Griechen)
- Sobre verdad y mentira en sentido extramoral (1873) (Über Wahrheit und Lüge im aussermoralischen Sinne)
- Primera consideración intempestiva: David Strauss, el confesor y el escritor (1873) (I. David Strauss: der Bekenner und der Schriftsteller)
- Segunda consideración intempestiva: De la utilidad y los inconvenientes de la historia para la vida (1874) (II. Unzeitgemäße Betrachtungen. Vom Nutzen und Nachteil der Historie für das Leben)
- Tercera consideración intempestiva: Schopenhauer como educador (1874) (III. Unzeitgemäße Betrachtungen. Schopenhauer als Erzieher)
- Cuarta consideración intempestiva: Richard Wagner en Bayreuth (1876) (IV: Unzeitgemäße Betrachtungen. Richard Wagner in Bayreuth)
- Humano, demasiado humano. Un libro para espíritus libres (1878) (Menschliches, Allzumenschliches. Ein Buch für freie Geister)
- Opiniones y sentencias diversas (1879) (Vermischte Meinungen und Sprüche)
- El caminante y su sombra (1880) (Der Wanderer und sein Schatten)
- Aurora. Reflexiones sobre los prejuicios morales (1881) (Morgenröthe. Gedanken über die moralischen Vorurtheile)
- La ciencia jovial. La gaya ciencia (1882) (Die Fröhliche Wissenschaft. La gaya scienza)
- Así habló Zaratustra. Un libro para todos y para ninguno (1883, I y II; 1884, III; 1885, IV) (Also Sprach Zarathustra. Ein Buch für Alle und Keinen)
- Más allá del bien y del mal. Preludio a una filosofía del futuro (1886) (Jenseits von Gut und Böse. Vorspiel einer Philosophie der Zukunft)
- La genealogía de la moral. Un escrito polémico (1887) (Zur Genealogie der Moral. Eine Streitschrift)
- Magnum in parvo: Una filosofía en compendio (1888) (Magnum in parvo: Eine Philosophie im Auszug)
- El Anticristo. Maldición sobre el cristianismo (1888) (Der Antichrist. Fluch auf das Christentum)
- El caso Wagner. Un problema para los amantes de la música (1888) (Der Fall Wagner. Ein Musikanten-Problem)
- Ditirambos de Dioniso (1888-1889) (Dionysos-Dithyramben)
- El ocaso de los ídolos, o cómo se filosofa a martillazos (1889) (Götzen-Dämmerung, oder: Wie man mit dem Hammer philosophirt)
- Nietzsche contra Wagner. Documentos de un psicólogo (1889) (Nietzsche contra Wagner. Aktenstücke eines Psychologen)
- Ecce homo. Cómo se llega a ser lo que se es (1889) (Ecce Homo. Wie man wird, was man ist)